# Система мови
Система мови — множинність елементів будь-якої природної мови, які перебувають у відношеннях і зв'язках один з одним і утворюють певну єдність і цілісність.

## Історія виникнення поняття
Уведення поняття система щодо мови пов'язують з іменем Ф. де Соссюра, хоча пріоритет у цьому належить І. О. Бодуен де Куртене. Особливу роль в обґрунтуванні системного підходу до мови відіграли праці українського мовознавця О. О. Потебні.
Ф. де Соссюр відзначав, що завдяки системним відношенням мова функціонує як засіб спілкування і має соціальний характер. Від інших соціальних явищ (політичних, юридичних тощо) мову відрізняє її знаковий характер. За його словами, мова є системою знаків, яка виражає поняття.
Усі частини мовної системи, за Соссюром, можливо і необхідно розглядати в їхньому синхронічному зв'язку. Що ж стосується діахронії, то Соссюр заперечував її системність.

## Типи систем. Мова як система
Системи бувають матеріальні та ідеальні. Матеріальні системи — це такі, що складаються з елементів, які мають матеріальну субстанцію. Ідеальними системами називають такі, елементами яких є ідеальні об'єкти — поняття або ідеї, пов'язані з певними взаємовідношеннями. Мова — це матеріально-ідеальна система. Ідеальна тому, що виникає завдяки мисленнєвій діяльності людей, а матеріальна через те, що має матеріальне вираження, тобто звук.
Системи є первинні та вторинні. Первинна система — створена природою, вона виникає незалежно від людини. Вторинна ж витворена людиною і функціонує для її потреб. Мова — вторинна система, адже, на думку багатьох вчених, створена людиною. 
За своїм складом системи бувають гомогенні, тобто однорідні, та гетерогенні (неоднорідні). Мова — це гетерогенна система, бо пов'язує одиниці різних мовних рівнів (фонеми, морфеми, лексеми, синтаксеми), але в межах кожного рівня окремо мова є гомогенною системою, оскільки на одному рівні всі елементи між собою однорідні.
За кількістю елементів системи бувають відкриті (з довільною кількістю елементів) та закриті (з точно визначеною кількістю елементів). Мова загалом це відкрита система, однак з різним рівнем відкритості на кожному рівні. Лексико-семантичний рівень мови є найбільш відкритим, адже лексичний склад мови поповнюється з кожним роком новими елементами, але й водночас з роками багато лексем виходять з обігу, що пов'язано із зникненням понять, які вони позначали. Найменш відкритим рівнем мови є фонологічний, адже у більшості мов світу вже сформована фонетична система і не поповнюється новими звуками.
Системи бувають також динамічні та статичні. Мова — динамічна система. Це виражається у постійній зміні, постійному розвитку мови, пристосуванні до умов існування.

## Відношення між мовними одиницями
Як будь-яка система, мовна система базується на відношеннях. Відношення між мовними одиницями бувають парадигматичні, синтагматичні та ієрархічні.
- Парадигматичні відношення — відношення вибору, асоціації, що ґрунтуються на подібності й відмінності позначувальних та позначуваних одиниць мови.
- Синтагматичні відношення —  відношення одиниць, розташованих лінійно; це здатність мовних елементів поєднуватися.
- Ієрархічні відношення — відношення структурно простіших одиниць до складніших: фонеми до морфеми, морфеми до лексеми, лексеми до речення. Ієрархічні відношення будуються за зразком «складається з…» або «входить у…» (морфема складається з фонем, фонема входить у морфему).

## Структура мови
Структура мови — це спосіб організації системи, її внутрішня будова. Так, зокрема, мова має чотирирівневу (чотириярусну) будову. Найнижчим рівнем є фонологічний, далі йде морфологічний, відтак лексико-семантичний, і найвищим рівнем є синтаксичний. Кожен рівень має свою одиницю: фонологічний — фонему, морфологічний — морфему, лексико-семантичний — лексему, синтаксичний — речення. Усі названі рівні становлять собою окремі системи і вивчаються окремими лінгвістичними науками: фонологічний — фонологією, морфологічний — морфологією, лексико-семантичний — лексикологією і синтаксичний — синтаксисом.
Мовні рівні не існують ізольовано. Вони взаємопов'язані: саме на стику рівнів виникають проміжні рівні. Їх одиниці мають подвійний характер: вони утворюються в одному рівні, а функціонують як одиниці іншого рівня. До проміжних рівнів належать морфонологічний, словотвірний, фразеологічний (ідіомний).

## Властивості мовних одиниць
Мовні одиниці мають системоутворювальні та системонабуті властивості.
Системоутворювальні властивості формують системні зв'язки і відношення. Мовні одиниці їх мають ще до входження в систему.
Системонабуті — це ті властивості, якими система і системні відношення наділяють об'єкт (одиницю, елемент) і яких цей об'єкт не має поза системою.
Наприклад, якщо речення Діти слухають пісню розглядати як систему, то системоутворювальними є властивості слів як частин мови, а системонабутими є властивості бути певним членом речення.